# Ignatz Urban
Ignatz Urban (7 de janeiro de 1848, Warburg - 7 de janeiro de 1931, Berlin), botânico alemão, especialista na Flora da América Tropical.

## Biografia
Urban estudou Filologia e Ciências Naturais na Rheinische Friedrich-Wilhelms-Universität de Bonn e na Humboldt-Universität de Berlin, onde em 1873 como aluno do Prof. Paul F. A. Ascherson conseguiu o doutorado. De 1873 a 1878 trabalhou como professor de Pedagogia em Berlin-Lichterfelde. Durante este período publicou artigos sobre a flora local, especialmente sobre o Medicago um gênero de plantas da família Fabaceae.
Em 1878, aos 30 anos, o Prof. Dr. Urban era o primeiro assistente do Jardim botânico de Schöneberg, em 1883 foi promovido a curador e após a morte do Diretor August W. Eichler, de 1887 a 1889 foi diretor interino até a nomeação de seu sucessor Adolf Engler. De 1889 a 1913 foi subdiretor e professor no Botanischen Garten und Botanischen Museum Berlin em Dahlem. Esteve envolvido na mudança do antigo jardim botânico, que era situado em Kleistpark, Schöneberg, até o estabelecimento definitivo em Dahlem (fato que ocurreu entre 1899 e 1910). Em 1903 obteve o título honorífico de assessor secreto.
Urban se especializou em Morfologia, Biologia e Sistemática de fanerógamas, a descrição de novos gêneros e espécies de plantas com flores, especialmente dos trópicos Sul-Americanos e do Caribe. Muitas plantas desta região foram nomeadas e descritas pela primeira vez por Urban.
Uma das mais notórias plantas que Urban descreveu, foi a Passiflora tulae. Outra Passiflora, foi nomeada pelo botânico estadunidense Ellsworth Paine Killip (1890-1968) em homenagem a Urban como Passiflora urbaniana.

## Obra
- "Monographia Loasacearum". Halle, Urban y Gilg , 1900
- "Festschrift zur Feier des siebzigsten Geburtstages des . . . " Dr. Urban e Graebner, 1904
- "Symbolae Antillanae: seu fundamenta florae Indiae occidentalis" Urban, Berlin de 1898 a 1928

## Homenagens
Em sua homenagem designaram-se os gêneros:
- Neo-urbania Fawc. & Rendle, sinônimo de Maxillaria
- Urbania Phil. da família Verbenaceae
- Urbanodendron Mez da família Lauraceae
- Urbanoguarea F.Allam. da família Meliaceae
- Urbanolophium Melch. da família Bignoniaceae
- Urbanosciadium H.Wolff da família Apiaceae